# E-Flexer-Klasse

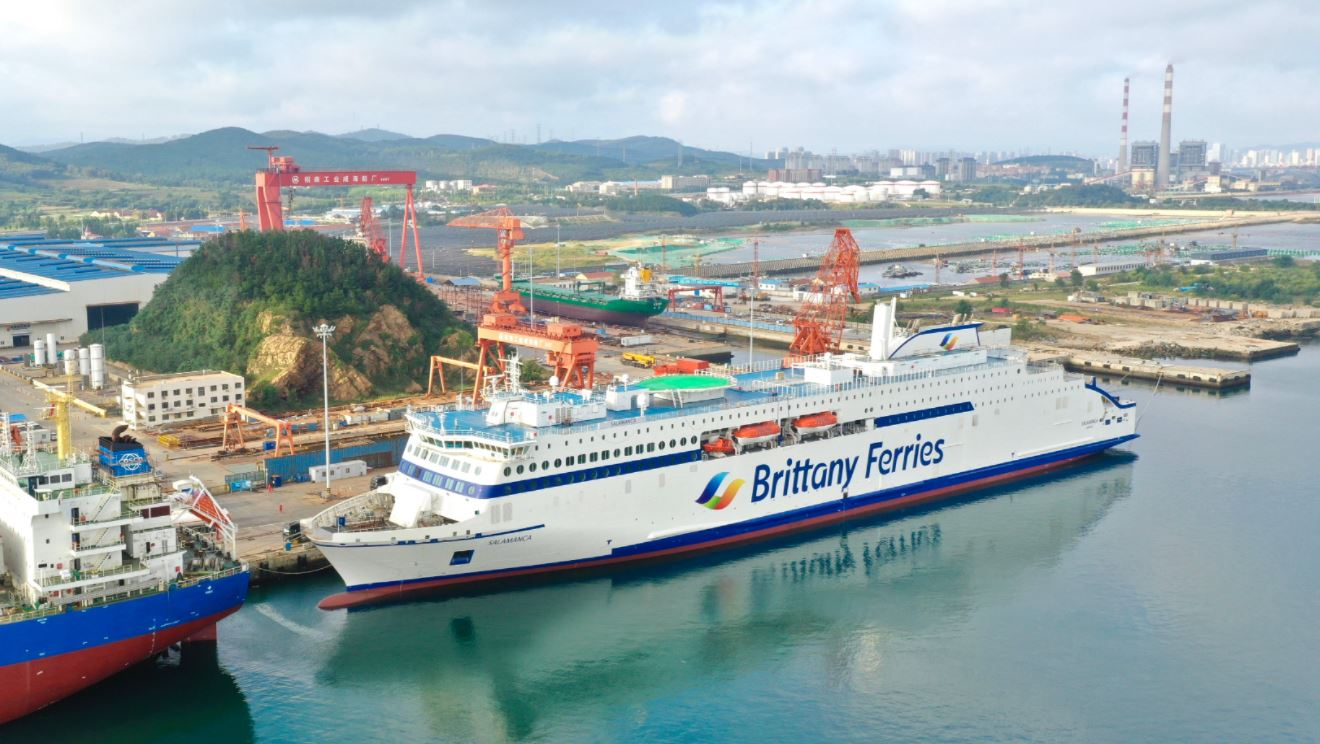
Die Salamanca von Brittany Ferries

Die E-Flexer-Klasse ist eine Fährschiffsklasse der schwedischen Reederei Stena RoRo. Die RoPax-Fähren entstehen seit 2017 auf der AVIC-Weihai-Werft in China. Sie werden unter anderem von den Reedereien Stena Line, Brittany Ferries und DFDS Seaways eingesetzt.

## Geschichte
Der Bauvertrag über die ersten vier Einheiten der Mkl-I-Klasse mit Ablieferung in den Jahren 2019 und 2021 wurde am 11. März 2016 geschlossen. In dem Bauvertrag wurde auch eine Option für vier weitere Schiffe vereinbart.
Der Bau des ersten Schiffes, der Stena Estrid begann im August 2017, am 2. Februar 2018 folgte die Kiellegung. Am 15. November 2019 wurde die Stena Estrid abgeliefert. Seit Januar 2020 wird sie zwischen Holyhead und Dublin eingesetzt, wo sie die Stena Superfast X ersetzte.
Das zweite Schiff der Klasse, die Stena Edda, wurde am 15. Januar 2020 abgeliefert und wird seit März 2020 zwischen Belfast und Liverpool eingesetzt und ersetzte dort die Stena Lagan.
Das dritte Schiff der Klasse, die Galicia, ist für zunächst fünf Jahre an Brittany Ferries verchartert. Sie wurde im August 2020 abgeliefert und soll zwischen dem Vereinigten Königreich und Spanien eingesetzt werden. Es wurde schon während des Baus an die Bedürfnisse von Brittany Ferries angepasst. So wird es z. B. zusätzliche Kabinen für Passagiere bekommen.
Im April 2018 bestellte Stena RoRo ein fünftes Schiff der Serie, die Côte d’Opale, welche für zehn Jahre mit Kaufoption an DFDS Seaways verchartert wird. Sie wurde im August 2021 in Calais getauft und wird seit dem 4. August 2021 im Ärmelkanal auf der Route Calais-Dover eingesetzt. Dort ersetzte sie die Calais Seaways.
Im Mai 2018 wurde ein sechstes Schiff, das 2021 abgeliefert und wiederum an Brittany Ferries verchartert werden soll, bestellt. Das Schiff mit dem Namen Salamanca wurde Ende 2022 fertiggestellt. Es wird mit LNG angetrieben.
Im Juli 2018 bestellte Stena Line zwei weitere Schiffe der Klasse, die im Jahr 2022 abgeliefert und im Stena-Line-Netzwerk eingesetzt werden sollten. Diese Schiffe der E-Flexer Mk II-Klasse werden mit einer Länge von 239,7 Metern und einer Ladekapazität von 1.200 Passagieren und 3.600 Spurmetern größer als die vorherigen Schiffe der Klasse. Gleichzeitig wurde eine Option für drei weitere Schiffe der Klasse vereinbart. Im September 2021 gab Stena Line bekannt, dass die beiden längeren E-Flexer die Fähren Stena Baltica und Stena Scandica auf der Route zwischen Nynäshamn und Ventspils ersetzen sollen. Diesen Plan revidierte Stena Line im April 2022 und gab bekannt, dass die verlängerten E-Flexer auf der Linie zwischen Karlskrona und Gdynia eingesetzt werden sollen, Stand August 2023 sind diese unter den Namen Stena Ebba und Stena Estelle dort im Einsatz.
Die erste Option wurde im März 2019 mit einem weiteren Schiff, das an Brittany Ferries verchartert werden soll, ausgeübt. Das Schiff erhielt den Namen Santoña und wurde Ende 2022 fertiggestellt.
Im Juli 2021 wurde die Bestellung um zwei weitere Schiffe erweitert, welche ebenfalls mit Kaufoption an Brittany Ferries verchartert werden sollen. Sie sollen in den Jahren 2024[veraltet] und 2025 abgeliefert werden, über einen LNG-Antrieb verfügen und eine Länge von 194 Metern aufweisen. Ebenfalls im Juli wurde ein weiteres Schiff mit einer Länge von 194 Metern bestellt, welches 2024[veraltet] fertiggestellt und an Marine Atlantic verchartert werden soll.
Anfang 2024 erfolgte die Bestellung einer weiteren E-Flexer-Fähre, die 2026 abgeliefert und für Corsica Linea in Fahrt kommen soll. Zwei weitere Einheiten, die langfristig mit Kaufoption an Superfast Ferries verchartert werden, sollen 2027 abgeliefert werden. Weiterhin wurde eine Option für zwei weitere Einheiten vereinbart.

## Beschreibung
Die Schiffe wurden von Stena zusammen mit Deltamarin konstruiert, energetisch optimiert und sollen 25 % weniger CO2 als die bisher von Stena RoRo in der Irischen See eingesetzten Fähren ausstoßen. Der Antrieb erfolgt durch zwei Zwölfzylinder-Viertakt-Dieselmotoren mit jeweils 12.600 kW Leistung. Die Motoren sollen mit Marinedieselöl betrieben und für einen späteren Einbau von Scrubbern sowie die Umrüstung zum Antrieb mit Flüssigerdgas und Methanol vorbereitet werden. Das sechste Schiff der Serie, die Salamanca, wurde von vornherein mit einem mit Flüssigerdgas betriebenen Antrieb gebaut.
Auf den RoRo-Decks stehen 3.100 Spurmeter zur Verfügung. An Bord ist Platz für 927 Passagiere. Die Schiffe werden mit 175 Kabinen ausgestattet. Das siebte und achte Schiff der Klasse wird mit 3.600 Spurmetern und 1.200 Passagieren auf 263 Kabinen größer ausfallen.
Die Schiffe wurden in verschiedenen Varianten entworfen, mit einer Länge von 190 bis 240 Metern, einer Passagierkapazität von 300 bis 500 bei 50 bis 150 Kabinen und 2.800 bis 4.600 Lademeter für Fracht.

## Einheiten
| E-Flexer-Klasse        | E-Flexer-Klasse   | E-Flexer-Klasse | E-Flexer-Klasse | E-Flexer-Klasse                                       | E-Flexer-Klasse        | E-Flexer-Klasse            |
| Bauname                | Betreiber         | Baunummer       | IMO-Nummer      | Kiellegung Stapellauf Ablieferung                     | Vermessung Länge (Lüa) | Umbenennungen und Verbleib |
| ---------------------- | ----------------- | --------------- | --------------- | ----------------------------------------------------- | ---------------------- | -------------------------- |
| Stena Estrid           | Stena Line        | W0263           | 9807293         | 2. Februar 2018 16. Januar 2019 15. November 2019     | 41.671 BRZ 214,5 m     | so in Fahrt                |
| Stena Edda             | Stena Line        | W0264           | 9807308         | 15. Juni 2018 15. April 2019 15. Januar 2020          | 41.671 BRZ 214,45 m    | so in Fahrt                |
| Stena Embla            | Stena Line        | W0266           | 9807322         | 22. Mai 2019 15. November 2019 19. November 2020      | 41.671 BRZ 214,481 m   | so in Fahrt                |
| Galicia                | Brittany Ferries  | W0267           | 9856189         | 16. Januar 2019 10. September 2019 19. August 2020    | 41.671 BRZ 214,5 m     | so in Fahrt                |
| Côte d’Opale           | DFDS Ferries      | W0268           | 9858321         | 15. Oktober 2019 20. Mai 2020 17. Mai 2021            | 40.331 BRZ 215,867 m   | so in Fahrt                |
| Salamanca              | Brittany Ferries  | W0269           | 9867592         | 16. Januar 2019 6. Januar 2021 29. November 2021      | 41.716 BRZ 214,5 m     | so in Fahrt                |
| Stena Estelle          | Stena Line        | W0270           | 9862994         | 14. Oktober 2020 24. Mai 2021 23. Mai 2022            | 48.035 BRZ 239,7 m     | so in Fahrt                |
| Stena Ebba             | Stena Line        | W0271           | 9863003         | 14. Oktober 2020 22. Dezember 2021 26. September 2022 | 48.035 BRZ 239,673 m   | so in Fahrt                |
| Santoña                | Brittany Ferries  | W0272           | 9886847         | 14. Oktober 2020 20. April 2022 21. Dezember 2022     | 41.716 BRZ 212 m       | so in Fahrt                |
| Guillaume de Normandie | Brittany Ferries  | W0275           | 9946324         | 28. September 2023 12. April 2024 23. Dezember 2024   | 36.965 BRZ 194,7 m     | so in Fahrt                |
| Saint-Malo             | Brittany Ferries  | W0278           | 9946336         | 29. Juni 2023 7. Oktober 2023 15. Oktober 2024        | 36.965 BRZ 194,7 m     | so in Fahrt                |
| Ala’Suinu              | Marine Atlantic   | W0279           | 9946257         | 1. November 2022 28. März 2023 7. Februar 2024        | 37.807 BRZ 202,9 m     | so in Fahrt                |
| Capu Rossu             | Corsica Linea     | W0283           |                 |                                                       |                        | im Bau                     |
|                        | Superfast Ferries |                 |                 |                                                       |                        |                            |
|                        | Superfast Ferries |                 |                 |                                                       |                        |                            |